# Evelise Veiga
Evelise Maria Tavares da Veiga (nascida a 3 de março de 1996) é uma portuguesa de salto em comprimento que também compete em provas de salto triplo. Ela ganhou duas medalhas de prata na Universíada de Verão de 2019 em Nápoles, Itália . Em 2022, conquistou a medalha de bronze nos Jogos do Mediterrâneo, na prova de salto em comprimento.

## Competições internacionais
| Ano                    | Competição                               | Local                  | Posição                | Evento                 | Notas                  |
| Representando Portugal | Representando Portugal                   | Representando Portugal | Representando Portugal | Representando Portugal | Representando Portugal |
| ---------------------- | ---------------------------------------- | ---------------------- | ---------------------- | ---------------------- | ---------------------- |
| 2013                   | Campeonatos da Juventude                 | Donetsk, Ucrânia       | 23ª (q)                | Salto em comprimento   | 5.63 m                 |
| 2014                   | Jogos da Lusofonia                       | Goa, Índia             | 1º                     | Salto em comprimento   | 5.86 m                 |
| 2015                   | Campeonatos Europeus de Atletismo Júnior | Eskilstuna, Suécia     | 9º                     | Salto em comprimento   | 6.02 m (w)             |
| 2015                   | Campeonatos Europeus de Atletismo Júnior | Eskilstuna, Suécia     | 10º                    | Salto triplo           | 12.61 m                |
| 2017                   | Campeonatos Europeus de Atletismo Sub-23 | Bydgoszcz, Polónia     | 5º                     | Salto em comprimento   | 6.43 m                 |
| 2017                   | Campeonatos Europeus de Atletismo Sub-23 | Bydgoszcz, Polónia     | 12º                    | Salto triplo           | 13.00 m                |
| 2018                   | Campeonatos Europeus de Atletismo Sub-23 | Jesolo, Itália         | 1º                     | Salto em comprimento   | 6.26 m                 |
| 2018                   | Jogos do Mediterrâneo                    | Tarragona, Espanha     | 5º                     | Salto em comprimento   | 6.61 m                 |
| 2018                   | Campeonatos Europeus de Atletismo        | Berlin, Alemanha       | 8º                     | Salto em comprimento   | 6.47 m                 |
| 2019                   | Universiade                              | Naples, Itália         | 2º                     | Salto em comprimento   | 6.61 m                 |
| 2019                   | Universiade                              | Naples, Itália         | 2º                     | Salto triplo           | 13.81 m                |
| 2019                   | Campeonatos Mundiais de Atletismo        | Doha, Qatar            | 18º (q)                | Salto triplo           | 13.89 m                |
| 2022                   | Jogos do Mediterrâneo                    | Orão, Argélia          | 3º                     | Salto em comprimento   | 6.54 m                 |